# Mecinilla (La Taha)
Mecinilla es una localidad y pedanía española perteneciente al municipio de La Taha, en la provincia de Granada, comunidad autónoma de Andalucía. Está situada en la parte central de la comarca de la Alpujarra Granadina. Cerca de esta localidad se encuentran los núcleos de Mecina, Fondales, Ferreirola, Pitres y Capilerilla.

## Historia
Hasta 1975 formaba parte del municipio de Mecina Fondales, formado además por los barrios de Mecina y Fondales. Se integró en La Taha en aquella fecha. Históricamente el lugar perteneció a la taha de Ferreyra y anteriormente al ŷuz´ primero y luego al iqlim de Farrayra, aunque en esa época no existía poblado en dicho lugar, constituyéndose el núcleo ya en época moderna.
Está situada dentro del Sitio Histórico de la Alpujarra Media y La Taha, y se encuentra unida al núcleo de Mecina por un pequeño barrio de edificios, levantados en la segunda mitad del siglo XX, que incluyen la iglesia, instalaciones culturales, un hotel y viviendas.

## Demografía
Según el Instituto Nacional de Estadística de España, en el año 2021 Mecinilla contaba con 17 habitantes censados, lo que representa el 2,38% de la población total del municipio.

### Evolución de la población
| Gráfica de evolución demográfica de Mecinilla entre 2011 y 2021 |
|                                                                 |
| Datos según el nomenclátor publicado por el INE.                |

## Comunicaciones
Algunas distancias entre Mecinilla y otras ciudades:
| Ciudades | Distancia (km) |
| -------- | -------------- |
| Pitres   | 5              |
| Órgiva   | 22             |
| Granada  | 73             |
| Almería  | 134            |
| Jaén     | 164            |
| Murcia   | 340            |

## Cultura

### Fiestas
Sus fiestas populares se celebran cada año el primer fin de semana de agosto en honor al patrón de la localidad, San Cayetano.